# Discommunication e.p.
『Discommunication e.p.』（ディスコミュニケーション イーピ－）は、9mm Parabellum Bulletの1枚目のEP。2007年10月10日発売。

## 解説
メジャーデビュー後初のシングル。999円の9mm PRICE盤で発売された。初回限定の特典として、ツアー"Termination Tour 07/08″の特別先行予約の受付の用紙、ステッカーが同梱された。

## 収録曲
1. Discommunication
(作詞/菅原卓郎 作曲/9mm Parabellum Bullet)
タイアップにHTB系『夢チカ18』オープニングテーマ、テレビ東京系『JAPAN COUNTDOWN』エンディングテーマ、アーケードゲーム「GuitarFreaksV5 Rock To Infinity」・「DrumManiaV5 Rock To Infinity」提供曲がついた。
滝曰く、「この曲が出来上がるまで11ヵ月かかった」という。
凛として時雨とのガチンコツアー『ニッポニア・ニッポン』では凛として時雨の『Re:automation』の曲間で、『Discommunication』のワンフレーズが演奏された。
2. 35-Minute Live Track From "The World Tour"07.06.16 At Shinjuku LOFT
  1. Heat-Island
  2. Mr.Suicide
  3. Sleepwalk
  4. Caucasus
  5. Discommunication
  6. The World
  7. (teenage)Disaster
  8. marvelous
  9. Talking Machine
  10. sector

2007年6月16日に新宿ロフトで行われた全国ライブハウスツアー「The World Tour」のライブ音源約35分を収録している。メンバーなどと話し合った結果、「曲を区切るのではなく、このまま入れよう」となり結果、35分を超えるものとなった。このライブ音源を収録したため、合計時間約40分という異例のシングルとなった。
またこのe.p.のリリース当時、Sleepwalkは音源化されておらず今ライヴ音源が初音源化だった為、CDの裏ジャケ等には"Sleepwalk"(unreleased)という表記がされている。